# ラベルダ
ラベルダ（Laverda ）は、1949年に設立された、イタリア・ヴェネト州、ヴィチェンツァ県ブレガンツェに所在するオートバイメーカー。ピアッジオ社傘下。日本語表記ではラヴェルダとも表記される。

## 歴史
1873年にピエトロ・ラベルダによって創業された。第二次世界大戦後の1949年10月、ピエトロの孫のドットーレ、フランチェスコ・ラベルダ兄弟がモト・ラベルダとして設立した。
2004年にアプリリアに買収され、ブランドとしては残る。

## 車種
- S
- Fomula
- Ghost
- Ghost Legend
- Ghost Strike
- イオタ
- Diamante